# Paullinia bicorniculata
Paullinia bicorniculata är en kinesträdsväxtart som beskrevs av G.V. Somner. Paullinia bicorniculata ingår i släktet Paullinia och familjen kinesträdsväxter. Inga underarter finns listade i Catalogue of Life.